# Joaquim Vancells Biosca
Joaquim Vancells Biosca (Terrassa, 1920-1994) és un exjugador i dirigent d'hoquei.
S'inicià en l'equip de l'Escola Industrial de Terrassa, que participava en campionats universitaris, i al mateix temps formà part del Club Egara. Els anys cinquanta ingressà a la junta directiva del Club Egara i promogué, juntament amb Joan Comerma, l'establiment definitiu del club al pla del Bon Aire i les primeres instal·lacions foren inaugurades el 1960. També en fou vicepresident i promogué que el Club de Tennis Gran Casino, del qual era membre fundador, es fusionés amb el Club Egara com a secció de tennis. Va entrar a la Federació Catalana de Hockey el 1964 com a vicepresident de la Junta Directiva que presidia Domènec Vernis i va ocupar-ne la presidència entre el 1968 i el 1972. Durant el seu mandat Barcelona va ser la seu de la primera edició de la Copa del Món d'oquei que es va disputar del 15 al 24 d'octubre de 1971. Rebé la medalla Forjadors de la Història Esportiva de Catalunya el 1993.